# Ад (Божественная комедия)
Ад в «Божественной комедии» Данте — строгая система в загробном мире с точки зрения католического христианства, представленная в виде девяти кругов, окружающих вмороженного в лёд Люцифера.
Выстраивая модель Ада (Ад, XI, 16-66), Данте подражает Аристотелю, который в своей «Никомаховой этике» (кн. VII, гл. I) относит к 1-му разряду грехи невоздержанности (incontinenza), ко 2-му — грехи насилия («буйное скотство», или matta bestialitade), к 3-му — грехи обмана («злоба», или malizia). У Данте 1-й круг для нехристиан, 2-й круг для прелюбодеев и сладострастников, 3-й круг для чревоугодников, 4-й круг для скупцов и расточителей, 5-й круг для гневливых и ленивых, 6-й круг для еретиков и лжеучителей, 7-й круг для насильников (разбойников, самоубийц, ростовщиков, азартных игроков и содомитов), 8-й — для обманщиков (в частности, для льстецов, взяточников, поддельщиков и гадателей), 9-й — для предателей, как, например, Иуда Искариот, Брут и Люцифер.
В качестве аллегории Божественная комедия представляет путешествие души к Богу, а Ад описывает признание и отвержение греха.

## Сюжет в кратком изложении
Во вводной песне Данте рассказывает, как он, достигши середины жизненного пути, заблудился однажды в дремучем лесу и как поэт Вергилий, избавив его от трёх диких зверей, загораживавших ему путь, предложил Данте совершить странствие по загробному миру. Узнав, что Вергилий послан Беатриче (возлюбленной Данте), Данте не без трепета отдаётся руководству поэта.
Пройдя врата ада, и, сразу после входа место, населённое душами нерешительных людей, они вступают в первый круг ада, так называемый лимб (А., IV, 25-151), где пребывают души тех, кто не смог познать «истинного Бога». Здесь Данте видит выдающихся представителей античной культуры — Аристотеля, Еврипида, Юлия Цезаря и др. Следующий круг (ад имеет вид колоссальной воронки, состоящей из концентрических кругов, узкий конец которой упирается в центр земли) заполнен душами людей, некогда предававшихся необузданной страсти. Среди носимых диким вихрем Данте видит Франческу да Римини и её возлюбленного Паоло, павших жертвой запретной любви друг к другу. По мере того как Данте с Вергилием, спускаются всё ниже и ниже, они становятся свидетелями мучений чревоугодников, принуждённых страдать от дождя и града, скупцов и расточителей, без устали катящих огромные камни, гневливых, увязающих в болоте. За ними следуют объятые вечным пламенем еретики и ересиархи (среди них император Фридрих II, папа Анастасий II), тираны и убийцы, плавающие в потоках кипящей крови, самоубийцы, превращённые в растения, богохульники и насильники, сжигаемые падающим пламенем, обманщики всех родов. Муки обманщиков разнообразны. Наконец Данте проникает в последний, 9-й круг ада, предназначенный для самых ужасных преступников. Здесь обитель предателей и изменников, из них величайшие — Иуда, Брут и Кассий, — их грызёт своими тремя пастями Люцифер, восставший некогда на Бога ангел, царь зла, обречённый на заключение в центре земли. Описанием страшного вида Люцифера заканчивается последняя песнь первой части поэмы.

## Сюжет в изложении по главам

### Песнь I
Поэма начинается в ночь на Страстну́ю пятницу 25 марта (или 8 апреля) 1300 года, незадолго до наступления само́й Страстно́й пятницы. Самому рассказчику — Данте — 35 лет, то есть он «земную жизнь прошёл до половины» (Nel mezzo del cammin di nostra vita) — это половина библейской продолжительности жизни в 70 лет (Пс. 89:10, Вульгата; Псалом 90:10, KJV). Поэт обнаруживает себя заблудившимся в тёмном лесу (selva oscura[6]), сбившимся с «прямого пути» (diritta via, [7] также переводится как «правильный путь») спасения. Он намеревается подняться прямо на небольшую гору, но его путь преграждают три зверя, от которых он не может уклониться: лонза[8] (обычно переводится как «леопард» или «леопон»), [9] леоне[10] (лев) и лупа[11] (волчица). Считается, что три зверя, взятые из Иеремии 5:6, символизируют три вида греха, которые приводят нераскаявшуюся душу в одно из трёх основных отделений Ада. По словам Джона Чиарди, это невоздержанность (волчица); насилие и скотство (лев); и мошенничество и злоба (леопард);[12] Дороти Л. Сэйерс относит леопарда к недержанию, а волчицу — к мошенничеству/злобе.[13] Сейчас рассвет Страстной пятницы, 8 апреля, когда солнце встаёт в Овне. Звери в отчаянии загоняют его обратно во тьму заблуждения, в «низшее место» (basso loco[14]), где солнце безмолвствует (l sol tace[15]). Однако Данте спасает фигура, которая объявляет, что он родился sub Iulio[16] (то есть во времена Юлия Цезаря) и жил при Августе: это тень римского поэта Вергилия, автора Энеиды, латинского эпоса. Данте умоляет его о помощи. Вергилий, в утешение ему, предсказывает, что Волчица, там его испугавшая, скоро погибнет от Пса, и, для выведения его из темного леса, предлагает ему себя в вожатые в странствии его через Ад и Чистилище, прибавляя, что если он пожелает взойти потом на Небо, то найдет себе вожатую, стократ его достойнейшую. Данте принимает его предложение и следует за ним".

### Песнь II
Наступает вечер Страстной пятницы. Данте овладевает страх, сомнения и нерешительность, «достаточно ли в нём сил для смелого подвига?». Вергилий укоряет Данта за малодушие и, ободряя на подвиг, объясняет ему причину своего пришествия: Дева Мария, сострадая заблудившемуся на пути Данте обратилась с просьбой к святой Лючии, та отправилась к Беатриче и рассказала о горестях любящего её поэта. Беатриче спустилась в лимб и умолила Вергилия быть помощником и проводником Данте. Ободренный этою вестью, Данте воспрянул духом, вспомнил свое первое намерение, и оба странника отправились в предназначенный путь.

### Песнь III
Поэты подходят к вратам ада. Данте читает надпись над ними и ужасается; его подбодряет Вергилий — «здесь не место страху», и они входят в мрачную бездну. Здесь, непосредственно под сводом земли, на окраине ада, слышны вздохи, громкий плач и крики. Среди вечного мрака наказываются души людей «ничтожных», не смевших жить, ни делавших в жизни — ни добра, ни зла и «дурные ангелы» (когда Люцифер взбунтовался против своего Творца, они не были ни за Бога, ни за дьявола). Голые, они бегут за неким знаменем, их кусают осы и слепни, кровь от укусов вместе со слезами стекает вниз, где их съедают скопище червей. По словам Вергилия они не достойны ни слов, ни внимания.
Затем поэты приходят к первой адской реке — Ахерону. Здесь толпы вновь умерших, кто «умерли в гневе Божьем», крича и проклиная ждут переправы на другую сторону. Седовласый Харон, адский кормчий, отказывается принять живого (Данте) в свою ладью, говоря, что, тот переправится иным способом и перевозит на другой берег Ахерона толпу умерших. Тогда потрясаются берега адской реки, поднимается вихрь, сверкает молния и Данте падает без чувств.

### Песнь IV
Примечание: пересказ этой главы (песни) написан на основании перевода Д. Минаева
Данте просыпается от раскатов грома. Из бездны доносятся голоса. Вглядываясь в пропасть не видит её конца. Вергилий ободряет Данте, говоря, что им не стоит медлить «Иди за мной. Наш путь ещё далек, нам медленность не принесет познания»
Поэт (Вергилий) объясняет, что этот круг ада для людей, которые не были крещены. Данте спрашивает у поэта, почему ещё никто не спустился и не спас тех, кто здесь находится? Вергилий отвечает, что Христос спускался в ад и спас Ноя, Моисея, царя Давида и многих кого ещё.
Продвигаясь дальше путники увидели «особый уголок» где находились те, кому дали светлую обитель в мире теней. Обитель эта — замок, со всех сторон обнесенный семью стенами, рекой. Внутри зеленые луга. Навстречу героям вышли четыре тени: певец Омир, Гораций, Лукан и Овидий. После недолгой беседы Данте и Вергилий продолжили свой путь.

### Песнь V
Войдя во второй круг ада, Данте видит Миноса, судящего грешников, обвивая их своим хвостом столько раз, на сколько кругов вниз им нужно упасть, после чего кидал в бездну. Минос высказывает Данте недовольство по поводу пребывания живого человека в аду, но Вергилий успокаивает его, говоря, что смертный тут не просто так.
Второй круг ада предназначен для людей, которые или вели распутный образ жизни, или их погубила их же любовь. Среди призраков герои узнают Семирамиду, Клеопатру, Ахилла.
Данте подозвал к себе чету теней, среди них была Дидона и Франческа. Франческа рассказывает о Паоло, младшем брате её мужа. Они в тайне встречались и вскоре муж узнав об измене, убил обоих.
Данте покидают силы и он падает без сознания.

## Структура
| Уровень   | Название | Страж                                                                                   | Томящиеся | Вид наказания | Все примеры Данте |
| --------- | --- | --------------------------------------------------------------------------------------- | --- | --- | --- |
| 1 круг    | Лимб | Харон                                                                                   | Некрещёные младенцы и безгрешные нехристиане. До сошествия Христа в ад здесь были все ветхозаветные праведники. | горестное и безнадежное (без физических мучений) переживание разобщенности с Божественным присутствием, сопровождаемое скорбными вздохами                                                         | Величайшие поэты древности — Гомер, Гораций, Овидий, Вергилий, Лукан; Римские и греческие герои — Электра, Гектор, Эней, Цезарь, Пентесилея, Камилла, Лавиния с отцом Латином, Луций Юний Брут, Юлия (жена Помпея), Лукреция (обесчещенная царским сыном Секстом Тарквинием), Корнелия, Марция (жена Катона Утического), Деидамия + Саладин; Учёные, поэты и врачи — Аристотель, Сократ, Платон, Демокрит, Диоген, Фалес, Анаксагор, Зенон, Эмпедокл, Гераклит, Диоскорид, Сенека, Орфей, Лин, Марк Туллий Цицерон, Евклид, Птолемей, Гиппократ, Гален, Авиценна, Аверроэс |
| 2 круг    | Похоть | Минос                                                                                   | Сладострастники | Кручение и истязание ураганом, удары душ о скалы преисподней | Семирамида, Дидона, Клеопатра, Елена Прекрасная, Ахилл, Парис, Тристан; Франческа и Паоло, Мессалина |
| 3 круг    | Чревоугодие | Цербер                                                                                  | Чревоугодники | Лежат в жиже всем телом, сверху идет ливень — вечный, проклятый, тяжелый, ледяной с крупным градом, снегом и мутной водой. Цербер оглушает их лаем.                                               | Чакко |
| 4 круг    | Скупость (жадность) и расточительство                                                                                       | Плутос                                                                                  | Скупые и расточители — грешники, совершающие два противоположных греха (неумение совершать разумные траты) | Скупые и расточители катят с противоположных точек огромные тяжести; столкнувшись друг с другом, вступают в гневную перепалку, расходятся по своим сторонам, чтобы вновь катить тяжести навстречу | «Тебе узнать их не дано: На них такая грязь от жизни гадкой, Что разуму обличье их темно» |
| 5 круг    | Гнев (Стигийское болото), перед стенами города Дита                                                                         | Флегий (сын Ареса) — перевозчик душ через Стигийское болото.                            | гордецы (они же гневливые), при жизни страдали приступами гнева; унывающие — страдают от лени и уныния, недовольства и скрытой ненависти | Гневные дерутся в грязном болоте Стиксе, а под водой вздыхают и булькают души «унылых» | флорентийский рыцарь Филиппе дельи Адимари («Ардженти») |
| 6 круг    | За стенами города Дита | Фурии (Тисифона, Мегера и Алекто)                                                       | Еретики — отрицающие жизнь вечную и существование души | Лежать в раскалённых могилах. Надгробие отрыто, внутри могилы горит огонь — он раскаляет до красноты стенки гробницы.                                                                             | Эпикур и эпикурейцы: Фарината дельи Уберти, Кавальканте Кавальканти, Фридрих II Гогенштауфен, Оттавиано дельи Убальдини, Папа Анастасий II |
| 7 круг    | Город Дит | Минотавр                                                                                | Совершающие насилие | см. по поясам | см. по поясам |
| 1-й пояс  | Флегетон | —                                                                                       | Насильники над ближним и над его достоянием (тираны и разбойники) | Кипеть во рву из раскалённой крови. Тех, кто вынырнет, подстреливают из лука, — кентавры Несс, Хирон и Фол                                                                                        | Александр Македонский, тиран Дионисий, Граф Адзолино, Обиццо д’Эсте, граф Ги де Монфор, Аттила, Пирр, Секст, Риньер де’Пацци, Риньер из Корнето. |
| 2-й пояс  | Лес самоубийц | —                                                                                       | Насильники над собою (самоубийцы) и над своим достоянием (игроки и моты, то есть бессмысленные истребители своего имущества) | Самоубийц в виде деревьев терзают гарпии; мотов загоняют гончие псы | Пьер делла Винья; сьенец Лано, богатый падуанец Джакомо да Сант-Андреа. |
| 3-й пояс  | Горючие пески | —                                                                                       | Насильники над божеством (богохульники), против естества (содомиты) и искусства (лихоимство) | Изнывать в бесплодной пустыне. С неба капает огненный дождь. | Капаней, Брунетто Латини, Присциан, Гвидо Гверра, граф Гвиди, Теггьяйо Альдобранди дельи Адимари, Якопо Рустикуччи, Гульельмо Борсиере, Витальяно дель Денте |
| 8 круг    | Злопазухи, или Злые Щели | Герион                                                                                  | Обманувшие доверившихся | см. по щелям | см. по щелям |
| 1-я щель  | — | —                                                                                       | Сводники и обольстители | Грешники идут двумя встречными потоками, бичуемые бесами | Венедико Каччанемико, Ясон |
| 2-я щель  | — | —                                                                                       | Льстецы | Влипли в кал зловонный и хлещут себя ладонями | Алессио Интерминелли, Фаида |
| 3-я щель  | — | —                                                                                       | Святокупцы, высокопоставленные духовные лица, торговавшие церковными должностями («Симонисты») | Туловища закованы в скалы вниз головой, по ступням струится огонь | папы Николай III, сюда же попадут (по обещанию Николая III) Бонифаций VIII и Климент V |
| 4-я щель  | — | —                                                                                       | Прорицатели, гадатели, звездочёты, колдуньи | Голова повёрнута на пол-оборота (назад). Поражены немотой | Амфиарай, Тиресий, Арунс, Эврипил, Калхант, Микеле Скотто, Бонатти и Аскенто |
| 5-я щель  | — | «бесы-Загребалы»                                                                        | Мздоимцы и взяточники | Кипят в смоле. В тех, кто высунется, черти вонзают багры | Бонтуро Дати, наваррец Чамполо, Монах Гомита, логодорец Микеле Цанке |
| 6-я щель  | — | —                                                                                       | Лицемеры | Закованы в свинцовые мантии («федериков плащ») | Гауденты Каталано и Лодеринго, Каиафа и Анна |
| 7-я щель  | — | —                                                                                       | Воры | Мучения гадами, взаимопревращения с ними | Ванни Фуччи, Как, Аньелло (Аньель) Брунеллески, Буозо Донати, Пуччо деи Галигаи, Чанфа Донати, Франческо Кавальканти |
| 8-я щель  | — | —                                                                                       | Лукавые советчики | Души спрятаны (горят) внутри огоньков | Улисс и Диомед, граф Гвидо да Монтефельтро |
| 9-я щель  | — | —                                                                                       | Зачинщики раздора | Потрошение | Али, Магомет, Дольчино, Пьер де Медичина, Бертран де Борн, Курион, Моска |
| 10-я щель | — | —                                                                                       | Фальсификаторы, поддельщики | Болезни | Жена Потифара, Ахейский шпион Синон, Синон, Джанни Скикки — 'бешеный оборотень'. Мирра. |
| 9 круг    | Предательство (Ледяное озеро Коцит) - Пояс Каина - Пояс Антенора - Пояс Толомея - Пояс Джудекка - Середина, центр вселенной | Гиганты (Бриарей, Эфиальт, Антей), Люцифер (дьявол, ангел Бога, страж пути к чистилищу) | Обманувшие доверившихся: - Предатели родных - Предатели родины и единомышленников - Предатели гостей, друзей и сотрапезников - Предатели благодетелей, величества божеского и человеческого - Вмёрзший в льдину Аид (Люцифер) терзает в трёх своих пастях предателей величества земного и небесного (Иуду, Марка Юния Брута и Кассия) | Вмёрзли в лёд по шею, и лица их обращены к низу | - Братья Альберти (графы Мангона), Фокачча, Камичон - Бокка, Карлино, Дуэра, Беккерия, Джанни Сольданьер, Ганеллон, Тебальделло деи Дзамбрази, Тидей, Уголино делла Герардеска, Инок Альбериго, Бранка д’Орья - Марк Юний Брут, Гай Лонгин Кассий, Иуда Искариот. |